# 哈啦大髮師2
《哈啦大髮師2》（英語：Barbershop 2: Back in Business）是2004年上映的美国喜剧剧情片，由凱文·羅德尼·蘇利文执导，米高梅于2004年2月6日发行。作为2002年电影《哈啦大髮師》的续集和《哈啦大髮師》系列的第二部影片，这部电影也由羅伯特·泰特爾和小喬治·提爾曼的State Street制作团队制作。《哈啦大髮師2》讲述了绅士化对芝加哥南区一家老牌理发店的声誉和生计的影响。艾斯·库伯、塞德里克·凱爾斯、史恩·派屈克·湯瑪士、伊芙等多位演员在本片中继续饰演他们在第一部电影中的角色。然而，原作中的一些演员如汤姆·赖特和傑斯明·劉易斯则以较小的角色回归。
《哈啦大髮師2》由米高梅于2004年2月6日在影院上映，获得了影评人普遍的好评，并在全球取得了6600万美元的票房收入，相较于1800万到3000万美元的制作预算，取得了票房成功。
《哈啦大髮師2》还特别邀请了拉蒂法女皇客串演出，她主演的衍生电影《哈啦美容院》于2005年3月上映。

## 剧情
自上一部影片的事件以来，小卡尔文·帕尔默（艾斯·库伯饰）终于安稳地接管了由他的祖父和父亲创立的市中心理发店。店铺面临的最新威胁来自过于热心的开发商昆廷·勒鲁（由哈里·伦尼克斯饰演），他在街对面开了一家名为“Nappy Cutz”的竞争理发連鎖店。
当卡尔文试图应对昆廷华丽的新店带来的直接竞争威胁时，他的理发师们也有自己的问题。唯一的白人理发师艾萨克（特羅伊·格雷提饰）如今成为了店里的明星，开始觉得自己应得到明星待遇，认为自己被卡尔文和其他理发师忽视了。特丽（伊芙]饰）在控制怒气方面取得了成功，但在面对与里基（麥克·艾里饰）日益增长的相互吸引时却感到困扰。丁卡（倫納德·厄爾·豪茲饰）仍然对特丽感兴趣，但当他发现特丽爱的是里基时，感到非常沮丧。吉米（史恩·派屈克·湯瑪士饰）已经辞职去为当地议员拉洛·布朗（羅勃·威斯頓饰）工作；他的接班人是卡尔文的表弟肯纳德（凱南·湯普森饰），刚从理发学校毕业，非常不擅长剪发。与此同时，理发店和其他类似的商业机构面临着绅士化的威胁，卡尔文被布朗和勒鲁提供了一大笔贿赂，换取他对市议会绅士化立法的支持。
副线情节涉及埃迪（塞德里克·凱爾斯饰）回忆他在1960年代末开始在卡尔文的父亲开的理发店工作的日子，包括馬丁·路德·金恩遇刺后的骚乱。埃迪还记得他失去的爱人洛蕾塔（嘉絲莉·畢薇斯饰）。埃迪和卡尔文开始建立起感情。影片还介绍了卡尔文的好友和前任情人吉娜（拉蒂法女皇饰），她在隔壁的美容店工作。美容店的女孩们也和理发师们有类似的对话和经历，吉娜与埃迪有着激烈的竞争。
在试图将自己理发店的风格和装饰改成与竞争对手相似的后，卡尔文决定拒绝贿赂，并在市议会会议上公开反对该地区的绅士化计划。尽管卡尔文在演讲中热情地讲述了立法如何以社区的灵魂为代价来赚取金钱，市议会还是一致投票通过了立法，继续推进项目。尽管特丽和里基之间有相互吸引，他们同意保持朋友关系（但在此之前亲了最后一吻）。丁卡虽然失去了特丽，但却在吉娜的美容店找到了爱情。尽管绅士化项目获批，社区仍然忠于卡尔文的理发店。